# 盛口満
盛口 満（もりぐち みつる、1962年 - ）は、日本の博物学者、フリーライター、イラストレーター。あだ名は「ゲッチョ」。
千葉県生まれ。千葉県立安房高等学校を経て、千葉大学理学部生物科卒業。
自由の森学園中学校・高等学校教諭、珊瑚舎スコーレ講師、沖縄大学人文学部准教授、教授を経て、2019年4月に沖縄大学学長に就任。

## 著書
- 盛口満作、上田朱イラスト　『自然はともだち1 沖ノ島探検記（南房総）』　文一総合出版、1989年。ISBN 4-8299-1135-2。
- 盛口満作、宮崎照代イラスト　『自然はともだち2 火山をめぐる冒険（箱根）』　文一総合出版、1989年。ISBN 4-8299-1136-0。
- 盛口満作、井上厚志イラスト　『自然はともだち3 ムササビ大作戦（高尾山）』　文一総合出版、1989年。ISBN 4-8299-1137-9。
- 新妻昭夫編　『ナチュラリスト入門 夏 海からの伝言』　岩波書店〈岩波ブックレット〉、1989年。ISBN 4-00-003091-4。
- 新妻昭夫編　『ナチュラリスト入門 秋 落葉の手紙』　岩波書店〈岩波ブックレット〉、1989年。ISBN 4-00-003092-2。
- 新妻昭夫編　『ナチュラリスト入門 冬 雪の上のらくがき』　岩波書店〈岩波ブックレット〉、1989年。ISBN 4-00-003093-0。
- 新妻昭夫編　『ナチュラリスト入門 春 野原のささやき』　岩波書店〈岩波ブックレット〉、1990年。ISBN 4-00-003090-6。
- 盛口満・今西祐行　『農業小学校の博物誌』　木魂社、1993年。
- 盛口満　『里山の博物誌 : 虫の目、人の目、タヌキの目』　木魂社、1993年。
- 盛口満　『僕らが死体を拾うわけ : 僕と僕らの博物誌』　どうぶつ社、1994年。ISBN 4-88622-276-5。
- 盛口満　『森からの手紙 : 飯能博物誌』　創元社、1995年。ISBN 4-422-40015-0。
- 盛口満　『なんでこんな生物がいるの : ゲッチョ先生の森の学校』　日経サイエンス社、1995年。ISBN 4-532-52043-6。
- 盛口満　『クマとナマコと修学旅行 : 僕と僕らの探検記』　どうぶつ社、1995年。ISBN 4-88622-284-6。
- 盛口満　『冬虫夏草を探しに行こう : ゲッチョ先生の森の学校』　日経サイエンス社、1996年。ISBN 4-532-52053-3。
- 盛口満　『僕らが死体を拾うわけ : 僕と僕らの博物誌 新訂』　どうぶつ社、1997年。ISBN 4-88622-103-3。
- 盛口満作　『タヌキまるごと図鑑』　大日本図書〈子ども科学図書館〉、1997年。ISBN 4-477-00841-4。
- 盛口満　『ネコジャラシのポップコーン : 畑と道端の博物誌』　木魂社、1997年。ISBN 4-87746-070-5。
- 盛口満　『ぼくらの昆虫記』　講談社〈講談社現代新書〉、1998年。ISBN 4-06-149405-8。
- 盛口満・安田守　『骨の学校 : ぼくらの骨格標本のつくり方』　木魂社、2001年。ISBN 4-87746-085-3。
- 盛口満文・絵　『ぼくのコレクション : 自然のなかの宝さがし』　福音館書店、2001年。ISBN 4-8340-1725-7。
- 盛口満　『ドングリの謎 : 拾って、食べて、考えた』　どうぶつ社、2001年。ISBN 4-88622-315-X。
- 盛口満　『教えてゲッチョ先生! 昆虫の?が!になる本』　山と溪谷社〈Outdoor 21 books〉、2002年。ISBN 4-635-00809-6。
- 盛口満　『ぼくは貝の夢をみる』　アリス館〈ゲッチョ先生の博物館 : 貝殻編〉、2002年。ISBN 4-7520-0211-6。
- 盛口満　『ジュゴンの唄』　文一総合出版、2003年。ISBN 4-8299-2174-9。
- 盛口満　『骨の学校2 : 沖縄放浪篇』　木魂社、2003年。ISBN 4-87746-091-8。
- 盛口満　『教えてゲッチョ先生! 雑木林は不思議な世界』　山と溪谷社〈Outdoor 21 books〉、2003年。ISBN 4-635-00812-6。
- 盛口満　『西表島の巨大なマメと不思議な歌』　どうぶつ社、2004年。ISBN 4-88622-325-7。
- 盛口満　『青いクラゲを追いかけて』　講談社、2004年。ISBN 4-06-212397-5。
- 盛口満　『骨の学校3 : コン・ティキ号の魚たち』　木魂社、2005年。ISBN 4-87746-095-0。
- 盛口満　『わっ、ゴキブリだ!』　どうぶつ社、2005年。ISBN 4-88622-330-3。
- 盛口満　『ゲッチョセンセのおもしろ博物学 虫と骨編』　ボーダーインク、2005年。ISBN 4-89982-094-1。
- 谷本雄治文、盛口満絵　『土をつくる生きものたち : 雑木林の絵本』　岩崎書店〈ちしきのぽけっと〉。2005年、ISBN 4-265-04351-8。
- INAXギャラリー企画委員会企画　『小さな骨の動物園』　INAX出版〈INAX booklet〉、2005年。ISBN 4-87275-834-X。
- 盛口満　『冬虫夏草の謎』　どうぶつ社、2006年。ISBN 4-88622-333-8。
- 盛口満　『生き物屋図鑑』　木魂社、2006年。ISBN 4-87746-100-0。
- 盛口満　『ゲッチョ昆虫記 : 新種はこうして見つけよう』　どうぶつ社、2007年。ISBN 978-4-88622-336-4。
- 盛口満　『ゲッチョ先生の卵探検記』　山と溪谷社、2007年。ISBN 978-4-635-31026-0。
- 盛口満　『フライドチキンの恐竜学 : 食卓の骨には進化のナゾがつまっている』　ソフトバンククリエイティブ〈サイエンス・アイ新書〉、2008年。ISBN 978-4-7973-4694-7。
- 谷本雄治文、盛口満絵　『森を育てる生きものたち』　岩崎書店〈ちしきのぽけっと〉、2008年。ISBN 978-4-265-04358-3。